# Karl Meyer (aviateur)
Pour les articles homonymes, voir Karl Meyer et Meyer.
Karl Meyer, né le 29 janvier 1894 à Schlierbach et mort le 31 décembre 1917 à Leipzig, est un as de l'aviation allemande de la Première Guerre mondiale, crédité de huit victoires aériennes. Il fut le premier as de l'aéronavale allemand et l'un des rares à les obtenir sur un appareil biplace.

## Biographie

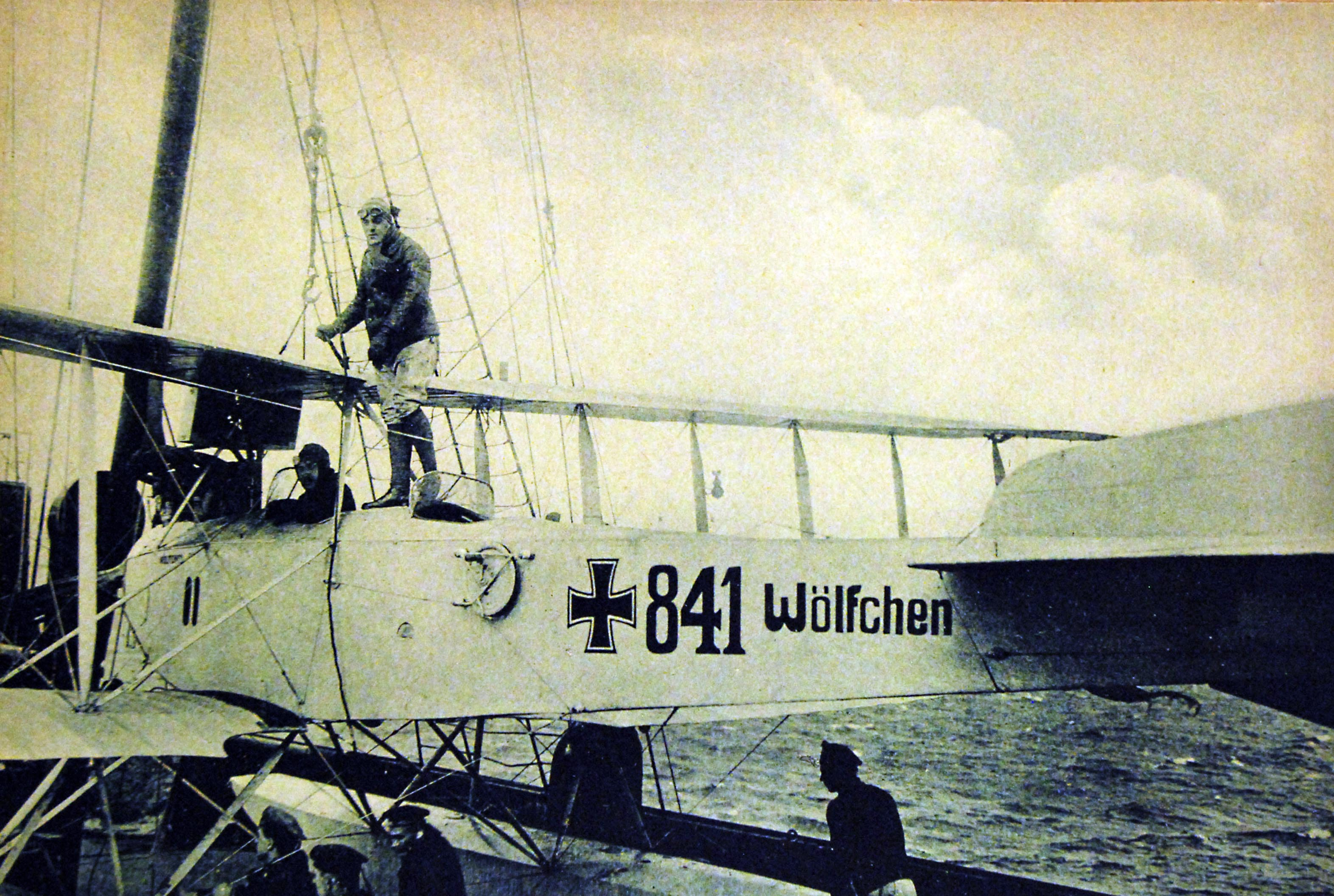
Un Friedrichshafen FF.33 (photo prise le 1 juillet 1916).

Karl Meyer est né en Alsace annexée à l'empire allemand. En 1908, il entre comme mécanicien dans la concession automobile de Georges Chatêl à Bourtzwiller. En 1913, il entre dans la société Aviatik que vient de créer ce dernier. Il sera également l’élève et l’accompagnateur des pionniers de l’aviation Victor Stoeffler et Karl Ingold.
Pendant la Première Guerre mondiale, Karl Meyer sert dans le Marinefliegerkorps (« Aéronavale »). Le 15 octobre 1915, il obtient son brevet de pilote à la base aéronavale allemande de Warnemünde. Puis, il est affecté à la See-Flug Station 1, stationnée à Zeebrugge. Il pilote des hydravions pour des missions de reconnaissance, de bombardements sur l'Angleterre et de chasse en mer,.
Karl Meyer pilote un Friedrichshafen FF.33 avec le lieutenant Erich Bönisch comme observateur aérien. Le 17 juillet 1916, ils abattent un hydravion français FBA. Puis le 2 août, un bimoteur Caudron détruit au nord d'Ostende, en Belgique. À bord d'un Brandenburg LW, ils sont crédités d'un autre FBA français au dessus de Middelkerke. Le 7 septembre 1916, ils abattent un Caudron, mais la victoire n'est pas confirmée.
Avec son nouveau observateur aérien Karl Elsasser, Karl Meyer revendique deux victoires le 1er octobre 1916, dont une confirmée. Les deux hommes utilisent un Friedrichshafen FF.33 pour abattre un FBA au large de Zeebruges. Avec cette cinquième victoire confirmée, il devient le premier as de l'aviation navale allemande et l'un des rares as sur un appareil biplace.
Le 1er février 1917, à bord d'un Rumpler D.I, il oblige un Sopwith Pup à atterrir à Bredene. L'avion capturé reprit le combat sous les couleurs allemandes.

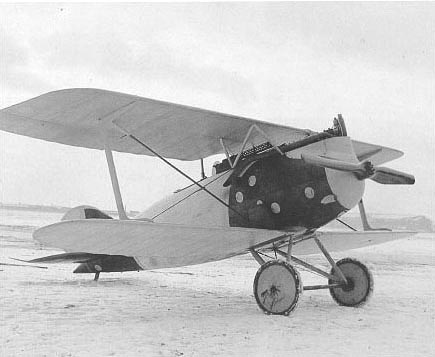
Un.

Le 21 avril 1917, Karl Meyer abat le dirigeable C.17 à l'est de North Foreland, en Angleterre. Il est ensuite muté dans une unité de chasse navale, la Marine Feld Jager 1. Le 22 juin, au sein de cette unité, il abat un Airco DH.4 du No. 57 Squadron RFC au sud-ouest de Dixmude.
Karl Meyer est réaffecté au See-Flug Station 1, mais ne remporte plus de victoire. Il est tué au combat.
Il existe différents récits sur sa fin. L'un raconte que son chasseur Pfalz D.III a été abattu en flammes le 12 novembre 1917 par Samuel Kinkead et James Henry Forman. Deux autres sources affirment qu'il est décédé le 31 décembre 1917. L'un de ces récits indique qu'il meurt des suites de ses blessures causées par un accident d'avion ; un autre dit qu'il a été blessé au combat le 28 décembre et qu'il est mort le 31,.
Il reçoit la Croix de fer avant sa mort.
Il est inhumé au cimetière de Mulhouse.

## Distinctions
- Croix de fer de 1re classe